# Ștefan Stănculescu
Ștefan Stănculescu (* 16. September 1923; † September oder Oktober 2013) war ein rumänischer Fußballspieler und -trainer.

## Sportlicher Werdegang
Stănculescu spielte zwischen 1937 und 1946 für Sportul Studențesc in der Divizia A. 1939 und 1943 stand er mit dem Klub im Endspiel um den Cupa României, die Finalspiele wurden gegen Rapid Bukarest respektive CFR Turnu Severin jeweils verloren. Nach einem kurzen Aufenthalt bei Șurianul Sebeș spielte er 1947 bis 1948 bei Unirea Tricolor Bukarest und anschließend bis zu seinem Karriereende 1953 beim Erstligaabsteiger Metalul Bukarest.
Nach der aktiven Laufbahn wurde Stănculescu Trainer. Seinen ersten Posten trat er bei IMS Câmpulung Muscel an, der in Verbindung mit dem Autohersteller ARO stand. Anschließend arbeitete er lange Zeit als Jugendtrainer von Dinamo Pitești.
1974 wechselte Stănculescu ins Ausland, wo er den iranischen Klub FC Aboumoslem übernahm. Anschließend beerbte er als Nationaltrainer Zaires den jugoslawischen Trainer Blagoja Vidinić, der die Auswahlmannschaft bei der Weltmeisterschaft 1974 betreut hatte. 1977 kehrte er in die Jugendarbeit von Dinamo Pitești zurück, 1978 bis 1983 war er für Palatul Pionierilor tätig.